# Pyrrhorachis punctata
Pyrrhorachis punctata là một loài bướm đêm trong họ Geometridae.